# Erin Estates
Erin Estates est une communauté située dans la province d'Alberta, dans le centre.